# 姆貝雷州

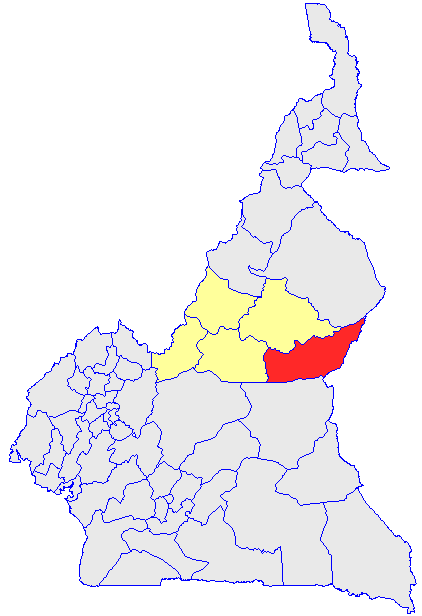

姆貝雷州（法語：Mbéré），是喀麥隆的58個州份之一，位於該國中部，由阿達馬瓦區負責管轄，北面是維納州，面積14,267平方公里，2001年人口185,473，人口密度每平方公里13人。